# Matthias a Maxime
Matthias a Maxime je kanadské filmové drama z roku 2019, které napsal a natočil Xavier Dolan. Jedná se o jeho osmý autorský počin. Titulní dvojici nerozlučných přátel od dětství ztvárnil spolu s Gabrielem D'Almeida Freitasem rovněž režisér Dolan. Kanadskou premiéru si snímek odbyl 9. října 2019, česky byl poprvé uveden na festivalu Mezipatra 14. listopadu téhož roku a společnost Queer Kino jej uvedla do české kinodistribuce.

## Děj
Matthias a Maxime jsou už od dětství nerozluční kamarádi prožívající třetí desetiletku svých životů. Když jsou během natáčení studentského filmu vyzváni k polibku před kamerou, jejich pouto se naruší a do vztahu vstoupí pochybnosti o citech. V průběhu dalších let se jejich cesty postupně rozcházejí až dojdou na práh třicítky.

## Obsazení

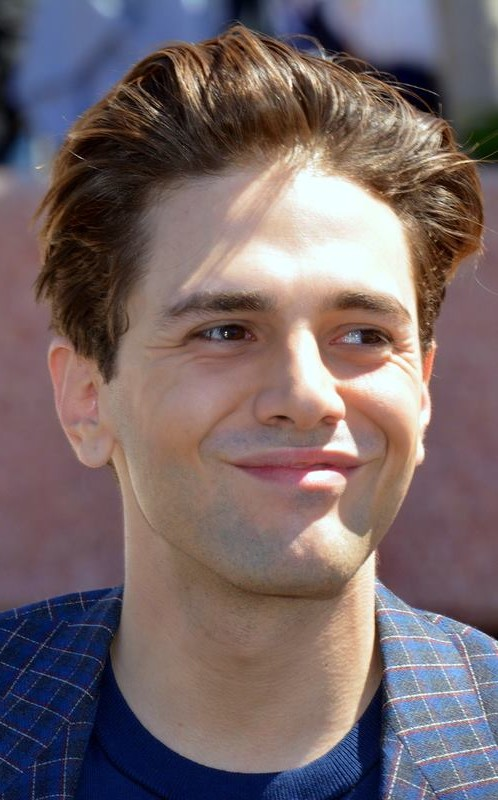
Xavier Dolan, autor filmu a představitel Maxe

| Xavier Dolan              | Maxime   |
| Gabriel D'Almeida Freitas | Matthias |
| Pier-Luc Funk             | Rivette  |
| Antoine Pilon             | Brass    |
| Samuel Gauthier           | Frank    |
| Adib Alkhalidey           | Shariff  |
| Catherine Brunetová       | Lisa     |
| Marilyn Castonguayová     | Sarah    |
| Micheline Bernardová      | Francine |
| Anne Dorvalová            | Manon    |
| Harris Dickinson          | McAfee   |

## Produkce
Koncem ledna 2018, v závěrečné postprodukční fázi svého předchozího filmu The Death and Life of John F. Donovan, Dolan oznámil záměr napsat a natočit intimní drama z quebeckého prostředí Matt & Max, do nějž toužil opět obsadit Anne Dorvalovou, která už ztvárnila mateřské postavy v jeho předchozích snímcích Zabil jsem svou matku a Mami!, aby si on sám zahrál jejího syna Maxe. V polovině srpna 2018 byla ohlášena účast Piera-Luca Funka a Micheline Bernardové. Počátkem září téhož roku přibyla další herecká jména včetně obsazení Dolanova titulního protějšku Gabrielem D'Almeida Freitasem. V listopadu 2018 herec Harris Dickinson, známý mimo jiné z Pohledů z Londýna, údajně právě dokončil svou účast na natáčení tohoto snímku. To začalo 15. srpna 2018 a probíhalo v Montréalu a na Laurentidách.

## Uvedení
Snímek byl uveden 22. května 2019 v soutěžní sekci festivalu v Cannes, kde se setkal s rozpačitou odezvou kritiky.